# Arctosa kansuensis
Arctosa kansuensis este o specie de păianjeni din genul Arctosa, familia Lycosidae. A fost descrisă pentru prima dată de Schenkel, 1936. Conform Catalogue of Life specia Arctosa kansuensis nu are subspecii cunoscute.